# JUN SKY WALKER(S)
JUN SKY WALKER(S)（ジュン・スカイ・ウォーカーズ）は、日本のロックバンド。1988年5月21日にメジャー・デビュー。1997年6月14日に一度解散したが2007年に再結成した。略称はジュンスカ、J(S)W。

## メンバー

### 現在のメンバー
- 宮田和弥（ボーカル）
- 森純太（ギター、リーダー）
- 小林雅之（ドラムス）

#### サポートメンバー
- 市川勝也（ベース）

### 過去に在籍したメンバー
- 吉田太郎（キーボード） - 1980年 - 1984年
- 伊藤毅（ベース） - 1980年 - 1988年、1994年 - 1997年
- 寺岡呼人（ベース）- 1988年 - 1993年、2007年 - 2021年

## 略歴
1980年
- 自由学園の学生だった宮田和弥（Vo）、森純太（G）、伊藤毅（B）、小林雅之（Dr）、吉田太郎（Key）によって結成。

1988年
- 2月、伊藤が脱退。

1988年
- スタッフとして協力していた寺岡呼人が新しくベーシストとして加入。
- 5月21日、トイズファクトリーよりミニアルバム『全部このままで』でメジャー・デビュー。
- 11月、2ndアルバム『ひとつ抱きしめて』を発売。

1989年
- 6月発売の3rdアルバム『歩いていこう』がオリコンチャート3位を獲得。
- 2月、日本武道館でライブを行う。

1989年
- 2月、大阪城ホール・名古屋レインボーホール・日本武道館でアリーナライブを行う。
- 11月発売の3rdシングル「白いクリスマス」がシングルオリコンチャート1位を獲得。

1990年
- 6月発売のミニ・アルバム『Let's Go ヒバリヒルズ』がオリコンチャート2位を獲得。

1991年
- 2月発売の5thアルバム『START』が初のアルバムオリコンチャート1位を獲得。
- 11月、6thアルバム『TOO BAD』を発売。

1992年
- 10月、7thアルバム『STAR BLUE』を発売。

1993年
- 毎年恒例の春の日比谷野外音楽堂でのライブで、JUN SKY WALKER(S)としてのライブ活動を1年間休業することを発表。
- 9月、寺岡が脱退。
- 11月、初期メンバーの伊藤が再加入。

1994年
- レコード会社をEPIC/SONY RECORDSに移籍。
- 5月、8thアルバム『DAYS』を発売。

1995年
- 5月、9thアルバム『nine』を発売。

1996年
- 7月、10thアルバム『EXIT』を発売。

1997年
- 1月、解散を発表し、ベスト・アルバム『FINAL BEST1987-1997 MY GENERATION』を発売。
- 6月、解散ツアー『HELLO』の最終日である日比谷野外音楽堂でのライブにて解散した。

1997年 - 2006年（ソロの活動については各個人の項目を参照）
- 宮田和弥は、ソロ名義で2枚のアルバムを発表したのち、UNICORNの川西幸一らと共に新バンド「ジェット機」を結成。
- 森純太は、プロデュース業やAi Bandなどを経て、自身がフロントを務めるバンド「BARBIE ATTACK DOLL(S)」を結成。
- 伊藤毅は、再びディレクターとしての活動をしつつ、宮田のソロライヴにベーシストとして参加するなどしていた。2006年には自身が参加していたバンドTHE VANILAを再結成する。
- 小林雅之は、POTSHOTへの加入・解散後はフリーのドラマーとして活動。

2007年
- 5月、かつて活動していた渋谷La.mamaが25周年、名古屋E.L.Lが30周年記念ということもあり、JUN SKY WALKER(S)の2夜限りの再結成ライブが実現した。
- 9月2日、解散以来10年ぶりに1年間の期間限定で再結成することを発表。
- 11月から全国4ヶ所で『J(S)W 20th ANNIVERSARY PRE FESTIVAL』を行う。

2008年
- 1月、寺岡主催の音楽イベント『Golden Circle Vol.11』に出演。
- 2月 - 5月、『J(S)W 20th ANNIVERSARY TOUR "MY GENERATION"』で全国32箇所のライブハウスを回った。
- 7月 - 8月、サマーソニック、ライジング・サン・ロックフェスティバルなどのフェスに出演。
- 9月、約12年ぶりの12thシングル「青春」を発売。
- 9月 - 10月、『J(S)W 20th ANNIVERSARY LAST TOUR "THANK YOU"』で全国16箇所を回るツアーを開催。
- 12月、寺岡主催の音楽イベント『Golden Circle Vol.12』でJUN SKY WALKER(S)の活動を終える。　

2011年
- 4月、東北地方太平洋沖地震を受けて、チャリティライブを開催するため、活動再開することを発表。
- 10月、2012年からJUN SKY WALKER(S)としての再活動を発表。東北6県ツアー『Walk to TOHOKU』を開催。
- 10月25日・26日、19年振りにUNICORNとの対バンを『Golden Circle』として日本武道館にて開催。
- 12月、アイビーレコードからの移籍第一弾作品としてシングル「シンフォニー」をTSUTAYAレンタル限定で発売。

2012年
- 1月、再録ベスト・アルバム『B(S)T』を発売。
- 2月 - 4月、ライブツアー『JUN SKY WALKER(S) TOUR 2012 “B(S)T”〜完全復活〜』を開催。
- 4月、16年ぶりの11thアルバム『LOST&FOUND』を発売。
- 6月 - 7月、ライブツアー『J(S)W TOUR 2012 “LOST&FOUND” FIRST STAGE』を開催。
- 11月、ライブツアー『TOUR 2012 “LOST&FOUND” SECOND STAGE』を開催。
- 12月、TSUTAYAレンタル限定CD「マザー/BEAUTIFUL WORLD」を発売。

2013年
- 1月、13thシングル「虹」を発売。
- 2月、12thアルバム『FLAGSHIP』を発売。
- 3月 - 5月、ライブツアー『J(S)W 25th TOUR 〜Anniversary〜』を開催。
- 5月21日、25周年スペシャルライブ『〜この日から僕らは歩いてきた〜　J(S)W 25周年スペシャルライブ』を渋谷公会堂で開催。元メンバーの伊藤、デビュー前から親交のあるニューロティカやメンバーが尊敬するKODOMO BANDのうじきつよしをゲストに迎えた。

2014年
- 1月11日、『25TH ANNIVERSARY LIVE BEST of JUN SKY WALKER(S)』を日本武道館で開催。武道館公演は、2011年10月にユニコーンと対バンライブを行っているが、単独では活動再開後初となる。

2015年
- 11月、13thアルバム『BACK BAD BEAT(S)』を発売。

2016年
- 9月、14thアルバム『FANFARE』を発売。

2017年
- ドリーミュージックに移籍することを発表。

2018年
- 1月、カバーアルバム『BADAS(S)』発売。
- 5月、メジャーデビュー30周年を記念したベストアルバム『ALL TIME BEST〜全部このままで〜1988-2018』発売。
- 11月、ミニアルバム『白いクリスマス 2018』発売。

2019年
- 3月、メジャー・デビュー日が1988年5月21日であることから、5月21日を『JUN SKY WALKER(S)の日』として、日本記念日協会に正式に記念日として認定された。
- 5月19日、『JUN SKY WALKER(S)の日認定記念スペシャルイベント』が開催。
- 10月29日、西東京市PR親善大使に任命される。

2021年
- 1月27日、寺岡の卒業を発表。

2022年
- 5月、15thアルバム『BRAND NEW WORLD』を発売。

2023年
- 1月1日、TOY'S FACTORYとの再々契約を発表。

## エピソード

### 結成
中学時代ギターを弾いていた森純太が、ベースを弾く1学年下の伊藤毅に声をかけ、週末などにセッションを行なう。セッションして行く内に、ドラムを入れたいという話になり、丁度その時に小林雅之が叩きたいと言って来て、メンバーになる。3人でセッションして行く内に、やはりボーカルも欲しいという話になる。小林を通じて宮田和弥が歌いたいと言いオーディションを受けた所、森が気に入りメンバーとなった。結成当時は地元のライブハウスで活動。多くの人に聴いて欲しいという思いもあり、ホコ天でのライブを思い付いた。ホコ天でライブを繰り返す内に次第に有名になり、多くのファンが集まるようになっていった。ホコ天でライブをしていた頃、弟を通じてジュンスカの存在を知った寺岡呼人がファンになりスタッフとして同行するようになった。

### バンド名の由来
森純太が所有していた"JUN"という服飾メーカーのTシャツに印字された"SKY WALKER"というロゴプリントをメンバーが気に入り、響きがいいのでそのまま採用した。
グループ名の末尾の(S)は、高校時代にJUN SKY WALKERというバンド名で活動時、英語の教師から「ローリング・ストーンズもビートルズも、有名なグループには複数形の『S』が付いているから名前を変えてはどうか」と提案されたことによる。また、「グループであるからには、複数形のSをつけるか、冠詞の a が付かなければおかしい」と指摘されたためとも回答している場合もある。(s)になっているのは、他人に指摘されたことでグループ名を変えたくないというささやかな反抗からであったが、BOØWYの「Ø」のように目立つから良いということになり、「(S)」が正式名称になった。
ミュージックフェア出演時には、ライブや練習後に「ジュース買いに行こうか」と言っていたことが転じた、とも語っている。

### 解散
リーダーの森純太は、結成当時からジュンスカをずっと続けて行きたいという思いがあった。しかし後期に出したアルバム「nine」のツアーが終わった頃、宮田和弥がジュンスカを辞めたいと言い、宮田は森に「ジュンスカを続けたいなら代わりのメンバーを入れてやってくれ」と言ったり、森も宮田を引き留めるのに何度も話し合いをしたが、宮田の気持ちは変わらず、「バンドの顔であるボーカルの宮田がいなくなるならジュンスカじゃない」と森は1997年1月に解散を発表した。その後、解散ツアー「HELLO」を開催、最終日である6月14日に日比谷野外音楽堂でのラストライブをもって解散した。

### 再結成
ドラム担当であった小林雅之『La.mamaの25周年、ELLの30周年の記念イベントがあるんだけど、そこにジュンスカで出ないか?』、残りのメンバー3人に言い出したのが、再結成のきっかけとなった。小林は再結成の話をしに、宮田とファミレスで会ったが、小林「事前に寺岡には承諾を得ている。宮田が快諾してくれれば、森にも話しするつもりだ」と宮田に提案し、宮田「二人がOKならいい」と快諾した。再結成は当初、La.mamaのイベントのみで考えていたが、ライブ終了後に話が盛り上がり、また2008年がメジャーデビュー20周年ということもありツアーを敢行、それ以後も活動することとなった。
また、ベースをオリジナルメンバーである伊藤ではなく寺岡にしたのは、「伊藤ではダメ」ということでは無く、「全部このままで」、「ひとつ抱きしめて」、「歩いていこう」を作ったメンバーでやるのが、ファンにとってもいちばんいいだろうと思い、寺岡を選んだ。伊藤はメジャー・デビュー25周年、30周年の節目のライブにゲスト出演している。

### アーティストとの関わり
Mr.Children
Mr.Childrenがヒットする以前にもジュンスカライブに前座で出ていた事があった。また、ボーカルの桜井和寿はベースの寺岡と仲が良く、たびたび『Golden Circle』に桜井がゲストとして参加している。
スピッツ
ボーカルの草野マサムネが音楽を始めた頃、森純太の元に何度かデモテープを聴いてもらいに通っていたとのこと。

## ディスコグラフィ

### カセット・テープ
- HEY CRAZY（1984年頃）
  1. 南無妙法蓮華経
  2. Rock'N Roll City
  3. NIGEL
  4. ALWAYS ON THE STREET
  5. どっとFEEL
  6. 13日の金曜日
- PRIVATE ONE（1986年8月）
  1. SHAKES BAD BOYS
  2. 言葉につまる
  3. テレフォンナンバー
  4. ON THE ROCKS
- PRIVATE TWO（1986年9月）
  1. MY GOOD BYE
  2. LONELY GIRL
  3. HEY HEY HEY
  4. ぶっとばせ
- カセット・マガジン BAD MORNING（1986年12月1日）
  1. SEXY EMBLEM
  2. BAD MORNING
  3. SUICIDE DAY
  4. CHI-GA-U
  5. I WANNA DANCE
  6. STREET ONE BOY
- PRIVATE III（1987年5月）
  1. カギは誰が・・・
  2. NO NO BOY
  3. JACK & BETTY
  4. いつも二人で
- クリスマス無料配布カセットEve & Love（1986年）
- J(S)W クリスマス・カセット 白いクリスマス（1987年）
  1. 白いクリスマス
  2. オイ・オイ・オイ（ななしの詩）

### 未発表曲
- 早くイカせろ（DVD『BEST&RARE〜LIVE ON TV〜』にライブ映像収録）[8]
- TWIST & SHOUT（カバー）
- 剣の舞（カバー）
- お池の中からレッツ・ゴー!
- いだいなティーチャー
- ロックンロール・ラブレター
- タクシーのおっさん
- どうにかなるさ
- カメラ小僧の唄
- 船出〜Sail Away〜 （「Headway」と改題して宮田和弥CD『CHAPTER 1』に収録）

### アルバム

#### ミニ・アルバム
| 発売日         | タイトル            | レーベル           | 備考   |
| -------------- | ------------------- | ------------------ | ------ |
| 2018年11月21日 | 白いクリスマス 2018 | ドリーミュージック | CD+DVD |

#### ライブ・アルバム
| 発売日        | タイトル                                                  | レーベル           | 備考        |
| ------------- | --------------------------------------------------------- | ------------------ | ----------- |
| 1993年12月1日 | April3-4 1993 LIVE at 日比谷野外音楽堂                    | TOY'S FACTORY      |             |
| 2013年1月30日 | TOUR 2012 “LOST&FOUND" SECOND STAGE 2012.11.22            |                    | DL限定販売  |
| 2019年2月20日 | ALL TIME BEST〜全部このままで〜1988-2018 ＠中野サンプラザ | ドリーミュージック | MUCD-1424/5 |

#### カラオケ・アルバム
| 発売日        | タイトル                                                | レーベル      | 備考                                |
| ------------- | ------------------------------------------------------- | ------------- | ----------------------------------- |
| 1991年5月21日 | ジュン・スカイ・ウォーカーズ オリジナルカラオケ／ROCK   | TOY'S FACTORY | カセットテープ・CDの2形態でリリース |
| 1991年5月21日 | ジュン・スカイ・ウォーカーズ オリジナルカラオケ／BALLAD | TOY'S FACTORY | カセットテープ・CDの2形態でリリース |

#### カバー・アルバム
| 発売日        | タイトル | レーベル  | 品番      |
| ------------- | -------- | --------- | --------- |
| 2018年1月24日 | BADAS(S) | DREAMUSIC | MUCD-1404 |

#### トリビュート・アルバム
| 発売日        | タイトル                                              | レーベル      | 品番       |
| ------------- | ----------------------------------------------------- | ------------- | ---------- |
| 2003年5月21日 | WALK TOWARDS THE FUTURE 〜JUN SKY WALKER(S) TRIBUTE〜 | TOY'S FACTORY | TFCC-86129 |
| 2003年8月6日  | THE BLOOD FLOWS ON 〜JUN SKY WALKER(S) TRIBUTE        | P.S.C.        | MTCA-1008  |

#### オルゴール・アルバム
| 発売日        | タイトル                                                                 | レーベル  | 品番      | 備考              |
| ------------- | ------------------------------------------------------------------------ | --------- | --------- | ----------------- |
| 2018年7月18日 | Super Natural『Healing Rock 〜JUN SKY WALKER(S) songs meet MUSIC BOX〜』 | DREAMUSIC | MUCD-1413 | 森純太が選曲/監修 |

### シングル
| #    | 発売日         | タイトル               | レーベル           | 備考 |
| ---- | -------------- | ---------------------- | ------------------ | --- |
| 1st  | 1988年11月10日 | すてきな夜空           | TOY'S FACTORY      | |
| 2nd  | 1989年6月21日  | 歩いていこう           | TOY'S FACTORY      | PanasonicヘッドフォンステレオCM(CMにも出演)                                                                               |
| 3rd  | 1989年11月21日 | 白いクリスマス         | TOY'S FACTORY      | |
| 4th  | 1991年1月21日  | START                  | TOY'S FACTORY      | ローソンCM |
| 5th  | 1991年10月25日 | つめこんだHAPPY        | TOY'S FACTORY      | ローソンCM |
| 6th  | 1992年1月15日  | だから自由はここにある | TOY'S FACTORY      | |
| 7th  | 1992年10月21日 | メッセージ             | TOY'S FACTORY      | フジテレビ系『クイズ!年の差なんて』エンディングテーマ                                                                     |
| 8th  | 1993年3月11日  | 君が輝きつづけるように | TOY'S FACTORY      | HONDA「トゥディ」CM |
| 9th  | 1994年4月21日  | 100%無敵               | EPIC SONY          | NHK『BSヤングバトル』テーマソング                                                                                         |
| 10th | 1995年4月1日   | さらば愛しき危険たちよ | EPIC SONY          | TDKカセット「New AD」CM                                                                                                   |
| 11th | 1996年6月21日  | 愛しい人よ             | EPIC SONY          | |
| 12th | 2008年9月10日  | 青春                   | TOY'S FACTORY      | |
| 13th | 2013年1月30日  | 虹                     | IVY Records        | フジテレビ系アニメ『トリコ』エンディングテーマ。また、同アニメには2013年2月17日放送分でメンバー全員で声優として出演した。 |
|      | 2023年6月10日  | そばにいるから         | トイズファクトリー | デビュー35周年記念シングル。ライブ会場・通販限定                                                                          |

#### TSUTAYAレンタル限定CD
| 発売日         | タイトル                | レーベル    | 備考                                                                                 |
| -------------- | ----------------------- | ----------- | ------------------------------------------------------------------------------------ |
| 2011年12月21日 | シンフォニー            | IVY Records | TSUTAYAレンタル限定シングル 3曲目として「全部このままで(Music Video)」をデータで収録 |
| 2012年12月12日 | マザー／BEAUTIFUL WORLD | IVY Records | TSUTAYAレンタル限定アルバム                                                          |

#### 配信限定シングル
| 発売日         | タイトル       | 備考                                               |
| -------------- | -------------- | -------------------------------------------------- |
| 2011年10月26日 | シンフォニー   | [ 14 ]                                             |
| 2012年11月21日 | アニバーサリー | 日本テレビ系『PON!』2012年11月度エンディングテーマ |

#### アナログシングル
| 発売日        | タイトル                    | 規格品番 |
| ------------- | --------------------------- | -------- |
| 2023年4月22日 | 歩いていこう / すてきな夜空 | HR7S276  |
| 2023年4月22日 | START / 白いクリスマス      | HR7S277  |

#### HEAVY DRINKERS
| 発売日        | タイトル   | レーベル   | 備考                                                                                              |
| ------------- | ---------- | ---------- | ------------------------------------------------------------------------------------------------- |
| 1991年7月21日 | ひとつの夢 | ポリドール | 「広島平和コンサート ALIVE HIROSHIMA 1987-1997」(1991年)テーマソング。 HEAVY DRINKERS名義で発売。 |

### 映像作品
| 発売日         |              | タイトル                                                           | 規格 | 品番         |
| -------------- | ------------ | ------------------------------------------------------------------ | ---- | ------------ |
| 1988年6月21日  | PV集         | 全部このままで                                                     | VHS  | 60499        |
| 1989年11月21日 | ライブビデオ | JUN SKY WALKER(S) LIVE                                             | VHS  | 66101        |
| 1990年11月20日 | PV集         | VIDEO CLIPS                                                        | VHS  | TFVQ-68001   |
| 1992年6月21日  | ライブビデオ | TOUR '91〜'92 TOO BAD                                              | VHS  | TFVQ-68011   |
| 1993年6月21日  | ライブビデオ | Live Star Blue                                                     | VHS  | TFVQ-68014   |
| 1993年12月21日 | PV集         | VIDEO CLIPS II(+)                                                  | VHS  | TFVQ-68015   |
| 1994年11月21日 | ライブビデオ | TOUR DOCUMENT "LIVE DAYS"                                          | VHS  | ESVU-420     |
| 1997年8月6日   | PV集         | MY GENERATION 〜FINAL CLIPS 1987-1997                              | VHS  | TFVQ-68026   |
| 1997年9月1日   | ライブビデオ | J(S)W 1997/06/14                                                   | VHS  | ESVU-477     |
| 2003年5月21日  | ライブビデオ | ライブ帝国 JUN SKY WALKER(S)                                       | DVD  | DEBP-13004   |
| 2006年12月22日 | ライブビデオ | SPACE SHOWER ARCHIVE JUN SKY WALKER(S) LIVE 9011                   | DVD  | DEJR-1001    |
| 2008年5月21日  | ライブビデオ | JUN SKY WALKER(S) 20th ANNIVERSASY RE:START 2007/12/3              | DVD  | TFBQ-18084   |
| 2008年12月10日 | ライブビデオ | JUN SKY WALKER(S) MY GENERATION                                    | DVD  | TFBQ-18094   |
| 2009年3月25日  | ライブビデオ | STAY BLUE 〜ALL ABOUT 20th ANNIVERSARY〜                           | DVD  | TFBQ-18095   |
| 2012年7月4日   | ライブビデオ | TOUR 2012 “B(S)T”完全復活@Zepp Sendai                              | DVD  | XQKZ-2001    |
| 2012年11月21日 | ライブビデオ | TOUR 2012 “LOST&FOUND”FIRST STAGE 〜FINAL〜                        | DVD  | XQKZ-2002    |
| 2016年1月27日  | ライブビデオ | JUN SKY WALKER(S) 〜Back to 1988.11.26〜2015.9.20 Live at SHIBUKOU | DVD  | QAIR-50001/2 |
| 2018年9月26日  | ライブビデオ | BEST&RARE〜LIVE ON TV〜                                            | DVD  | MUBD-1082    |
| 2019年2月20日  | ライブビデオ | ALL TIME BEST〜全部このままで〜1988-2018 ＠中野サンプラザ          | DVD  | MUBD-1083/4  |

### 参加作品
| 発売日       | タイトル             | 収録曲 | 規格         | 品番       |
| ------------ | -------------------- | ------ | ------------ | ---------- |
| 2013年3月6日 | ユニコーン・カバーズ | 大迷惑 | Blu-Spec CD2 | KSCL-30008 |

### 書籍
| 発売日         | タイトル | 出版社             |
| -------------- | --- | ------------------ |
| 1989年12月1日  | 『2時間7分』のはじまり ありのままのジュン・スカ                                                                       | 宝島社             |
| 1992年2月15日  | J(S)W | ソニー・マガジンズ |
| 2008年10月18日 | 音楽誌が書かないJポップ批評56 JUN SKY WALKER(S)と青春ロック80'Sの大逆襲!                                              | 宝島社             |
| 2012年7月10日  | ARENA37℃ 1988‐1993 !                                                                                                  | 音楽専科社         |
| 2018年5月21日  | J(S)W 30th Anniversary Book 特別付録：初公開!超貴重ライブDVD 発掘!!1987メジャーデビュー前夜【伝説のホコ天ライブ】収録 | 宝島社(TJ MOOK)    |

### JUN SKY WALKER(S)の曲をカバーしたミュージシャン
CDとして発表されたもののみ。
| アーティスト                | カバー曲             | 収録CD | 備考 |
| --------------------------- | -------------------- | --- | ---- |
| デス・ダイヤー （ジグソー） | 白いクリスマス       | アルバム（V.A）『英語ヴァージョンで聴く J-POP クリスマス ソング スーパーヒッツ』（1991年10月23日）               |      |
| THE VENTURES                | 君が輝き続けるように | アルバム（'93来日記念盤）『THE VENTURES PLAY MEGA HITS ザ・ベンチャーズ プレイ・大ヒット決定盤』（1993年7月7日） |      |
| 大槻真希                    | すてきな夜空         | アルバム『LIVELY,DEADLY 〜Singles＋One〜』（2002年3月20日）                                                      |      |
| Whiteberry                  | 声がなくなるまで     | Maxiシングル『声がなくなるまで』（2002年11月27日） ベストアルバム『GOLDEN☆BEST Whiteberry』（2008年8月27日）     |      |
| Ai(Ai+BAND)                 | すてきな夜空         | Maxiシングル『すてきな夜空』（2003年3月26日） アルバム『Hello! We are AI+BAND!!』（2003年8月20日）               |      |
| PANG                        | すてきな夜空         | アルバム『ペゾラ』（2003年6月18日）                                                                              |      |
| 175R                        | 白いクリスマス       | Maxiシングル『シャイン、光の道しるべ/白いクリスマス』（2005年11月30日）                                          |      |
| EIFUKU                      | 白いクリスマス       | アルバム『X’mas TRANCE PARTY』（2006年12月6日）                                                                  |      |
| ROCKET DIARY                | すてきな夜空         | アルバム『僕らを呼ぶ声』（2007年8月22日）                                                                        |      |
| misa26時                    | 歩いていこう         | アルバム『BEAT Rocking HOUSE』（2007年）                                                                         |      |
| BANK BAND                   | 休みの日             | アルバム『沿志奏逢2』（2008年1月16日）                                                                           |      |
| 宇宙まお                    | 休みの日             | シングル『休みの日』（2018年7月18日）                                                                            |      |

### スコア

#### バンドスコア
- ひとつ抱きしめて（1989年6月 スコアーハウス）
- 歩いていこう（1989年8月ドレミ楽譜出版社）
- 「全部このままで」+「J(S)W」（1989年12月ドレミ楽譜出版社）
- START（1991年4月ドレミ楽譜出版社）
- TOO BAD（1998年12月ドレミ楽譜出版社）
- ONE（1998年12月ドレミ楽譜出版社）
- DAYS（1998年12月ドレミ楽譜出版社）
- WALK TOWARDS THE FUTURE〜JUN SKY WALKER(S)〜（2003年8月ドレミ楽譜出版社）
- JUN SKY WALKER(S) FAN’S SELECTION VOL.1（2012年1月ドレミ楽譜出版社）
- JUN SKY WALKER(S) FAN’S SELECTION VOL.2（2012年4月ドレミ楽譜出版社）

#### ギター弾き語り
- JUN SKY WALKER(S) ギター弾き語り全曲集（1995年11月ドレミ楽譜出版社）

## タイアップ一覧
| 使用年 | 曲名                   | タイアップ                                                                     |
| ------ | ---------------------- | ------------------------------------------------------------------------------ |
| 1989年 | 歩いていこう           | Panasonic「ヘッドホーンステレオS」CMソング                                     |
| 1989年 | ランドセル             | Panasonic「パナソニック乾電池」CMソング                                        |
| 1989年 | 白いクリスマス         | Panasonic「CDラジカセ」CMソング                                                |
| 1990年 | HEAVY DRINKER          | Panasonic「DT-7」CMソング                                                      |
| 1991年 | START                  | ローソン CMソング                                                              |
| 1991年 | つめこんだHAPPY        | ローソン CMソング                                                              |
| 1992年 | メッセージ             | フジテレビ系『クイズ!年の差なんて』エンディングテーマ                          |
| 1992年 | ロマンチック           | サホロリゾート CMソング                                                        |
| 1993年 | 君が輝きつづけるように | HONDA「トゥデイ」CMソング                                                      |
| 1994年 | 100%無敵               | NHK-BS『BSヤングバトル'94』テーマソング                                        |
| 1995年 | さらば愛しき危険たちよ | TDK「NewAD」TV-CFソング                                                        |
| 1996年 | 転がる石のように       | OVA『エンジェル伝説』オープニングテーマ                                        |
| 1996年 | 忘れないで             | OVA『エンジェル伝説』エンディングテーマ                                        |
| 2008年 | 青春                   | ティ・ジョイ配給ドキュメンタリー映画『JUN SKY WALKER(S)"MY GENERATION"』主題歌 |
| 2012年 | アニバーサリー         | 日本テレビ系『PON!』11月度エンディングテーマ                                   |
| 2013年 | 虹                     | フジテレビ系アニメ『トリコ』エンディングテーマ（第88話 - 第98話）              |
| 2013年 | 虹                     | フジテレビ系『魁!音楽番付 Eight』1月度オープニングアクト                       |
| 2015年 | 我儘                   | BS朝日ドラマ『大江戸事件帖 美味でそうろう』主題歌                              |
| 2016年 | ファンファーレ         | 読売テレビ『音力-ONCHIKA-』9月度エンディングテーマ                             |
| 2018年 | あなたに               | フジテレビ『bot』オープニングテーマ                                            |
| 2018年 | Hello,my friend        | フジテレビ『bot』エンディングテーマ                                            |
| 2021年 | START                  | ユニーオイル「行こうぜ！ユニーオイル」CMソング                                 |
| 2024年 | ヒカレ                 | NHK『みんなのうた』2024年4月・5月度放送曲                                      |